# Central nuclear de Elk River
Elk River Station es una incineradora que funciona en el Elk River (Minnesota) que genera de 35 a 42 megavatios de energía eléctrica. La planta fue construida inicialmente como una instalación para quemar carbón y petróleo en 1950, y después convertida en una planta de energía nuclear con un (reactor de agua hirviendo) en 1963. El reactor nuclear era pequeño y sólo función entre 1964 y 1968 antes de iniciarse la desinstalación y el desmantelamiento en los años siguientes, finalizando al principio de los 70. Volvió a funcionar con carbón y petróleo en 1968. En 1989, la instalación fue reconvertida de nuevo, ahora para utilizar como combustible residuos y basuras. Los residuos proceden de los condados de Anoka, Benton, Hennepin, Sherburne, y Stearns, y las cenizas que resultan de la incineración se llevan a un terreno en Becker (Minnesota). Del funcionamiento de Elk River Station se encarga la cooperativa de Great River Energy.